# Emma Zapletalová
Emma Zapletalová (24 de marzo de 2000) es una deportista de Eslovaquia que compite en atletismo. Ganó una medalla de oro en el Campeonato Europeo de Atletismo Sub-23 de 2021, en la prueba de 400 metros vallas.